# Luciano Arbizzani
Luciano Arbizzani (Tripoli, 9 settembre 1938) è un ex calciatore italiano, di ruolo portiere.

## Carriera

Luciano Arbizzani

Nato in Libia (all'epoca colonia italiana) da famiglia veronese, ha giocato negli anni cinquanta e anni sessanta come portiere. Ha disputato il campionato di Serie A 1959-1960 difendendo i pali dell'Alessandria (con la quale ha esordito in Serie A il 20 settembre 1959 in Alessandria-Milan 3-1) e, alternandosi in porta con Ideo Stefani, totalizza 18 presenze in quella stagione, l'ultima finora disputata dai "grigi" in massima serie.
Resta in Piemonte anche per le due successive stagioni fra i cadetti senza essere titolare fisso (24 presenze in 2 annate), quindi si trasferisce sempre in B al Como, dove però, chiuso da Gianvito Geotti, non scende mai in campo, nel 1962-63 gioca in Serie A nel Mantova due partite, Mantova-Napoli (2-1) e Catania-Mantova (1-1), quindi nel 1963 passa al Padova, dove disputa due anni come riserva (15 presenze complessive) in altre due stagioni in cadetteria.
In carriera ha totalizzato complessivamente 20 presenze in Serie A e 39 in Serie B.
Il 20 dicembre 1959 ha giocato insieme al sedicenne Gianni Rivera l'ultima partita di Serie A alla quale assisté Fausto Coppi poco prima della sua prematura morte (Genoa-Alessandria 1-0).